# 싸이오에터

싸이오에터(영어: thioether)는 오른쪽 그림과 같이 C-S-C 구조로 이어진 유기황화학에서의 작용기이다. 황을 포함하고 있는 다른 수많은 화합물과 같이, 휘발성 싸이오에터는 역겨운 냄새가 난다. 싸이오에터는 황 원자가 산소 대신 포함되어 있다는 점을 제외하고는 에터와 비슷하다. 산소와 황이 주기율표에서 같은 그룹에 속해 있는 까닭에 에터와 싸이오에터의 화학적인 특성은 어느 정도 비슷하다.

## 발생과 응용

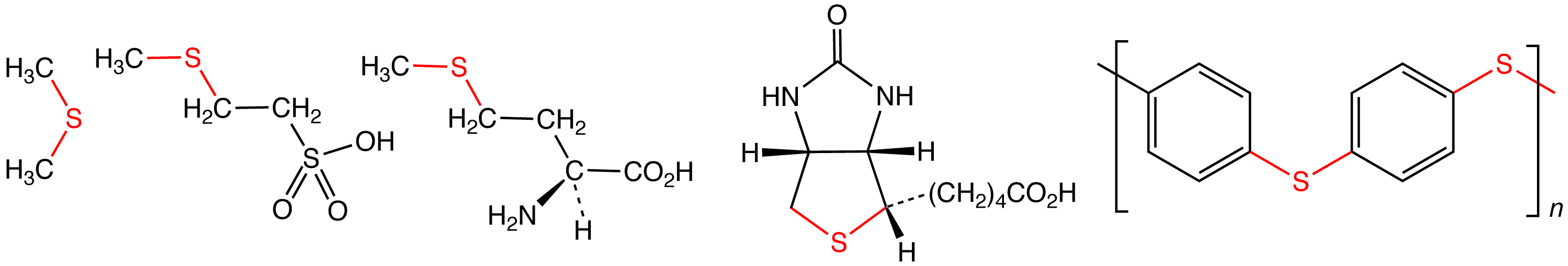
선정된 싸이오에터: 왼쪽에서부터 다이메틸설파이드, 조효소 M, 아미노산 메티오닌, 비타민 바이오틴, 폴리페닐렌술파이드

## 준비
R-Br + HS-R' → R-S-R' + HBr
R3CLi + R1S-SR2 → R3CSR1 + R2SLi
R-CH=CH2 + HS-R' → R-CH2-CH2-S-R'
Nu- + R3S+ → Nu-R + R-S-R

## 반응

### 산화
S(CH3)2 + H2O2 → OS(CH3)2 + H2O
OS(CH3)2 + H2O2 → O2S(CH3)2 + H2O

### 알킬화
S(CH3)2 + CH3I → [S(CH3)3]+I-

### 가수소 분해
R-S-R' + 2 H2 → RH + R'H + H2S